# Єфенштедт
Єфенштедт (нім. Jevenstedt) — громада в Німеччині, розташована в землі Шлезвіг-Гольштейн. Входить до складу району Рендсбург-Екернферде. Центр об'єднання громад Єфенштедт.
Площа — 45,48 км2. Населення становить 3356 ос. (станом на 31 грудня 2020).

## Галерея

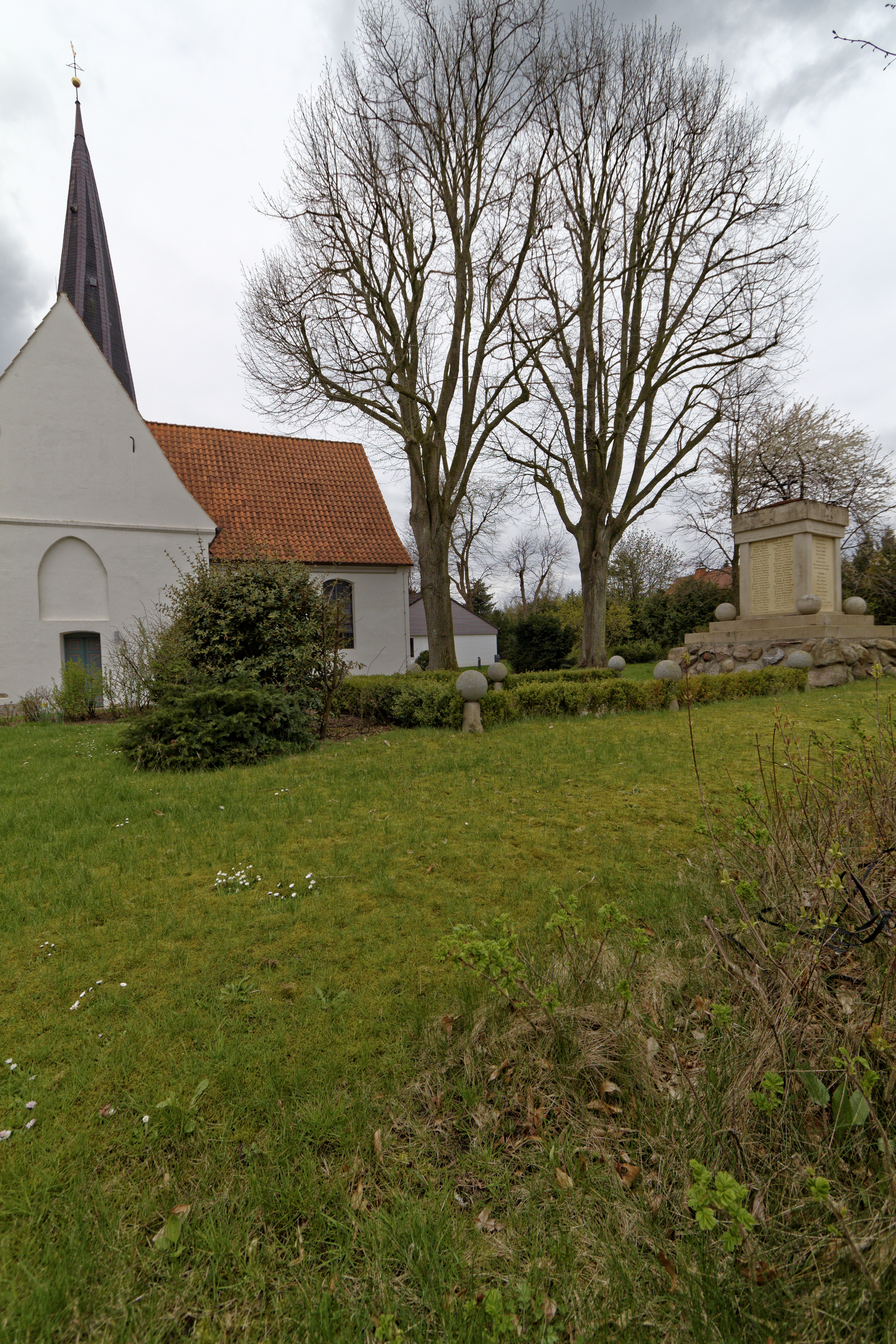